# 韓国独立党内乱陰謀事件
韓国独立党内乱陰謀事件（かんこくどくりつとうないらんいんぼうじけん、한국독립당 내란음모사건）は1966年金斗漢議員が学生らと韓国独立党党員を背後に5段階革命計画を樹立して政府転覆を企図したとした国家保安法を利用した第三共和政の捏造事件である。

## 事件の概要
1966年1月8日大韓民国第6代国会補欠選挙でソウル竜山区韓国独立党候補として当選した金斗漢議員が国家保安法違反及び内乱陰謀容疑で拘束された。拘束令状では1965年7月に政府転覆の為に5段階革命計画を樹立し学園包囲軍を背後で操縦し、爆発物の制作費の支援活動を行ったとされた。
1月29日国会で「国会議員が会期前に逮捕又は拘禁された場合には現行犯でなければ国会の要求があれば会期中は釈放される」という大韓民国憲法第44条により金斗漢議員の釈放決議案が116票中106票で通過した。1月31日釈放された。
.
4月28日ソウル刑事地方3部キム・ボンニョン部長判事を中心に開廷する中でホアン・コンニョル検事は反政府的な日本国と大韓民国との間の基本関係に関する条約批准無効に向けたデモに参加して被告人は暴力革命を通じて国家転覆を図ることで一般予防の刑事政策上相応しく厳罰に処するのが相応しいと論告し、国家保安法暴力行為等の処罰に関する法律違反で内乱陰謀罪等を適用し、バク・サンウォン国民大学校講師は無期懲役、金斗漢議員は5年、ナ・モジ被告には3年以上10年以下の求刑がなされ、求刑は軽かった。

- パク・サンウォン（1965年11月9日国会議員補欠選挙ソウル中区韓国独立党候補落選、国民大学校講師）：終身刑
- パク・フヤン（韓独党選挙委員会副委員長）：懲役10年
- キム・トッキュ（パク・サンウォン選挙参謀）：懲役7年
- パク・チドク（金斗漢選挙事務長）：懲役3年
- キム・サンジン（金斗漢選挙経理責任者）：懲役3年
- A（会社員）：懲役7年
- ソン・ウォンド（金斗漢選挙参謀）：懲役10年
- B（無職）：懲役3年
- C（ソウル大学校文理大学）：懲役7年
- 金斗漢（国会議員）：懲役5年

しかし5月10日法廷で全員の無罪が宣告された。

## 特記事項
現職の国会議員が国会閉会中の3度の拘束で金斗漢議員は大韓民国第3代国会ソウル鍾路区乙区で当選直後第一共和国に従って続いて2度拘束される記録を残した。